# おやじ山脈
『おやじ山脈』（おやじさんみゃく）は、1972年10月3日から1973年3月27日まで、TBS系列の「木下恵介アワー」（当時：日産自動車一社提供、毎週火曜日21:00 - 21:30）の枠で放送されたテレビドラマ。全26回。

## 概要
1968年と1969年に同じ木下恵介アワーの枠で放送された『おやじ太鼓』の改訂版と言われ、実質上の続編。
『おやじ太鼓』の舞台・鶴家に、本作では愛甲タイル店を営む愛甲家が加わる。愛甲タイル店の職人・木全と恋仲である鶴家の三女・かおるの妊娠が発覚して騒動になり、これに亀次郎と源四郎の親父二人が振り回される。更には愛甲家の長女・順子が恋する年頃になり、また源四郎の心配の種が増える。かおるの出産など、様々な日常を描いたホームコメディ。

## キャスト
- 愛甲源四郎：佐野浅夫
- 愛甲信子（妻）：織賀邦江 → 三宅邦子[3]
- 鶴 亀次郎：進藤英太郎
- 鶴 愛子（妻）：風見章子
- 鶴 かおる：沢田雅美
- 愛甲順子（長女）：秋山ゆり
- 愛甲良介（次男）：林隆三 - 愛甲家では長男が既に亡いため、良介がきょうだいの最年長。
- 愛甲三郎（三男）：小倉一郎 - 大学で考古学を専攻。
- 愛甲清司（四男）：吉田次昭 - 大学1年生ののんびり屋。
- 愛甲正明（五男）：郷ひろみ - 中学生。彼もまた父の心配の種。
- 木全健一郎：峰岸隆之介（峰岸徹） - かおると恋仲のタイル職人。
- 正子：小夜福子 - 亀次郎の妹で、かおるの伯母。
- お敏：菅井きん - 鶴家の家政婦。
- 黒田：小坂一也 - 鶴家の専属運転手。
- タイル店店員・節子：三島千枝
- タイル店店員・光男：山田隆夫
- 轟：小野川公三郎 - タイル店勤務の職人で、節子に好意を持ち、後に節子と結婚する。
- 浅井あきら

## スタッフ
- 企画・脚本：木下恵介
- 演出：鈴木利正
- 音楽：木下忠司
- プロデューサー：飯島敏宏
- 制作：木下惠介プロダクション、TBS

## 主題歌・挿入歌
- 主題歌

　「天使の詩」
作詞：アン・グレゴリー / 作曲：ポール・クーラック / 日本語詞：ヒロコ・ムトー / 編曲：青木望 / 歌：郷ひろみ
- 挿入歌

　「青いしずく」
作詞：ヒロコ・ムトー / 作曲：木下忠司 / 歌：郷ひろみ　※『天使の詩』のB面曲